# آلبوم‌شناسی هایلایت
این آلبوم‌شناسی گروه بت پسر هایلایت کره جنوبی است که قبلاً با نام Beast شناخته می‌شد. Beast از زمان اجرای زنده خود در KBS Music Bank با اولین آهنگ خود، "Bad Girl" در ۱۶ اکتبر ۲۰۰۹، در تجارت موسیقی بوده‌است. آنها شش آلبوم استودیویی و سیزده نمایشنامه توسعه یافته منتشر کرده‌اند و همچنین در خوانندگی OST درام‌های مختلف کره ای شرکت کرده‌اند.

## آلبوم‌ها

### آلبوم‌های استودیویی
| عنوان                                                   | جزئیات آلبوم                                                                                 | اوج موقعیت‌های نمودار | اوج موقعیت‌های نمودار  | اوج موقعیت‌های نمودار      | اوج موقعیت‌های نمودار | حراجی                       |
| عنوان                                                   | جزئیات آلبوم                                                                                 | جدول آلبوم‌های گائون  | جدول آلبوم‌های اوریکون | ۱۰۰ آهنگ داغ بیلبورد ژاپن | جدول‌های بیلبورد      | حراجی                       |
| ------------------------------------------------------- | -------------------------------------------------------------------------------------------- | -------------------- | --------------------- | ------------------------- | -------------------- | --------------------------- |
| داستان و واقعیت                                         | - منتشر شده: ۱۷ مه 2011 (KOR) - برچسب: سرگرمی مکعب - فرمت‌ها: سی دی، دانلود دیجیتال           | ۱                    | -                     | -                         | -                    | - KOR: 164,264 - JPN: 3,806 |
| بنابراین هیولا                                          | - منتشر شده: ۱۰ اوت 2011 (JPN) - برچسب: قبیله خاور دور، مکعب - فرمت‌ها: سی دی، دانلود دیجیتال | ۲۸                   | ۳                     | -                         | -                    | - JPN: 73,219 - KOR: 5,478  |
| سخت دوست داشتن، چگونه دوست داشتن                        | - منتشر شده: ۱۹ ژوئیه 2013 (KOR) - برچسب: سرگرمی مکعب - فرمت‌ها: سی دی، دانلود دیجیتال        | ۱                    | ۱۸                    | -                         | ۶                    | - KOR: 105,978 - JPN: 16772 |
| حدس بزنید چه کسی؟                                       | - منتشر شده: ۱۶ مارس 2016 (JPN) - برچسب: Beast Music - فرمت‌ها: سی دی، دانلود دیجیتال         | -                    | ۲                     | ۲۶                        | -                    | - JPN: 23,514               |
| برجسته                                                  | - منتشر شده: ۴ ژوئیه 2016 (KOR) - برچسب: سرگرمی مکعب - فرمت‌ها: سی دی، دانلود دیجیتال         | ۱                    | ۵۲                    | -                         | ۹                    | - KOR: 77,362 - JPN: 1,455  |
| رویاپردازی                                              | - منتشر شده: ۲۱ مارس 2022 (KOR) - برچسب: سرگرمی در اطراف ما - فرمت‌ها: سی دی، دانلود دیجیتال  | ۴                    | -                     | -                         | -                    | - KOR: 91,577               |
| «—» نشان‌دهنده نسخه‌هایی است که در نمودار قرار نگرفته‌اند. |                                                                                              |                      |                       |                           |                      |                             |

### آلبوم‌های تألیفی
| عنوان                                                   | جزئیات آلبوم                                                                | اوج موقعیت‌های نمودار | حراجی         |
| عنوان                                                   | جزئیات آلبوم                                                                | JPN {{سخ}}           | حراجی         |
| ------------------------------------------------------- | --------------------------------------------------------------------------- | -------------------- | ------------- |
| BEAST - نسخه ممتاز ژاپن                                 | - منتشر شده: ۱۱ نوامبر 2010 (JPN) - برچسب: قبیله خاور دور - فرمت: سی دی     | ۱۳                   | - JPN: 14,354 |
| BEAST آثار ۲۰۰۹–۲۰۱۳                                    | - منتشر شده: ۱۴ آوریل 2014 (JPN) - برچسب: گروه موسیقی جهانی - فرمت: سی دی   | ۳۳                   |               |
| BEAST ژاپن بهترین                                       | - منتشر شده: ۱۷ سپتامبر 2014 (JPN) - برچسب: گروه موسیقی جهانی - فرمت: سی دی | ۲۵                   | - JPN: 3,869  |
| «—» نشان‌دهنده نسخه‌هایی است که در نمودار قرار نگرفته‌اند. |                                                                             |                      |               |

## آلبوم‌های ویدیویی
| عنوان                                                                         | جزئیات ویدیو                                                                  | اوج موقعیت‌های نمودار | اوج موقعیت‌های نمودار | حراجی        |
| عنوان                                                                         | جزئیات ویدیو                                                                  | JPNدی وی دی          | KOR                  | حراجی        |
| ----------------------------------------------------------------------------- | ----------------------------------------------------------------------------- | -------------------- | -------------------- | ------------ |
| پیدایش وحش                                                                    | - منتشر شده: ۲ مارس 2011 (JPN) - برچسب: قبیله خاور دور - فرمت: DVD            | ۹                    | ۷۴                   | - KOR: 5,265 |
| اولین کنسرت "به Beast Airline خوش آمدید"                                      | - منتشر شده: ۱۸ ژانویه 2012 (JPN) - برچسب: SBS Contents Hub - فرمت: DVD       | ۳                    | -                    |              |
| مجموعه ویژه Beast Premium Edition                                             | - تاریخ انتشار: ۲۹ فوریه 2012 (JPN) - برچسب: یون سو جونگ - فرمت: DVD          | ۱۲                   | -                    |              |
| Beast for U ～BeastからのMerry Christmas～                                    | - منتشر شده: ۹ مه 2012 (JPN) - برچسب: Hakuhodo DY Media Partners - فرمت: DVD  | ۱۱                   | -                    |              |
| جعبه تاریخچه کامل Beast                                                       | - منتشر شده: ۸ اوت 2012 (JPN) - برچسب: یونیورسال موزیک - فرمت: DVD            | ۶                    | -                    |              |
| 1st Beast Fan Meeting تور آسیایی                                              | - منتشر شده: ۹ اوت 2012 (KOR) - برچسب: تولید SBS - فرمت دی وی دی              | -                    | -                    |              |
| دی وی دی نسخه ویژه خورشید نیمه شب                                             | - منتشر شده: ۲۴ اکتبر 2012 (JPN) - برچسب: KTA - فرمت: DVD                     | ۴۷                   | -                    |              |
| مستند Beast Kanzen Michchaku 24 Hours {{سخ}} (BEAST 完全密着ドキュメント۲۴時) | - تاریخ انتشار: ۲۶ نوامبر 2012 (JPN) - برچسب: KlockWorx - فرمت: DVD           | ۱۸                   | -                    |              |
| نمایش زیبا در سئول زنده                                                       | - منتشر شده: ۲۱ نوامبر 2012 (JPN) - برچسب: قبیله خاور دور - فرمت: DVD         | ۲۷                   | -                    |              |
| Beast Beautiful Show کنسرت یوکوهاما                                           | - منتشر شده: ۳۰ ژانویه 2013 (JPN) - برچسب: TC Entertainment - فرمت: DVD       | ۲۲                   | -                    |              |
| My K-Star Beast (کلیپ‌های برجسته MBC Premium)                                  | - منتشر شده: ۲۷ فوریه 2013 (JPN) - برچسب: قبیله خاور دور - فرمت: DVD          | ۳۱                   | -                    |              |
| تور Beast Zepp 2012                                                           | - تاریخ انتشار: ۲۸ اوت 2013 (JPN) - برچسب: رسانه KBS - فرمت: DVD              | ۱۷                   | -                    |              |
| Beast Clips 2009-2013                                                         | - منتشر شده: ۲ آوریل 2014 (JPN) - برچسب: یونیورسال موزیک - فرمت: DVD, Blu-ray | ۳۱                   | -                    |              |
| تور ژاپن Beast 2014                                                           | - منتشر شده: ۱۳ اوت 2014 (JPN) - برچسب: یونیورسال موزیک - فرمت: DVD, Blu-ray  | ۲۵                   | -                    |              |
| "—" denotes releases that did not chart.                                      |                                                                               |                      |                      |              |

## نماهنگ
| سال    | عنوان                                | طول       |
| کره ای | کره ای                               | کره ای    |
| ------ | ------------------------------------ | --------- |
| ۲۰۰۹   | دختر بد                              | ۳:۳۸      |
| ۲۰۱۰   | شوکه شدن                             | ۴:۱۹      |
| ۲۰۱۰   | مراقب دوست دخترم باش (نه بگو)        | ۳:۲۰      |
| ۲۰۱۰   | نفس                                  | ۴:۱۸      |
| ۲۰۱۰   | زیبا                                 | ۷:۱۵      |
| ۲۰۱۱   | داستان                               | ۵:۰۶      |
| ۲۰۱۱   | من شما را دوست دارم بهترین           | ۸:۰۸      |
| ۲۰۱۱   | بچه لاغر (با آپینک)                  | ساعت ۳:۳۰ |
| ۲۰۱۲   | رمز و راز                            | ۲:۱۶      |
| ۲۰۱۲   | شب زیبا                              | ۳:۴۷      |
| ۲۰۱۲   | من آن را می‌دانستم                    | ۱:۴۸      |
| ۲۰۱۳   | ۵ عزیزم (با آپینک)                   | ۳:۲۷      |
| ۲۰۱۳   | متاسفم                               | ۵:۱۱      |
| ۲۰۱۳   | سایه                                 | ۳:۴۴      |
| ۲۰۱۴   | بیشتر نه                             | ۴:۰۴      |
| ۲۰۱۴   | موفق باشید                           | ۴:۰۹      |
| ۲۰۱۴   | ساعت ۱۲:۳۰                           | ۴:۰۷      |
| ۲۰۱۵   | باید برم سر کار                      | ۳:۱۹      |
| ۲۰۱۵   | بله                                  | ۳:۴۶      |
| ۲۰۱۶   | پروانه                               | ۳:۴۱      |
| ۲۰۱۶   | روبان                                | ۴:۳۱      |
| ۲۰۱۷   | هنوز هم زیباست                       | ۳:۵۰      |
| ۲۰۱۷   | لطفاً غمگین نباشید                    | ۳:۱۸      |
| ۲۰۱۷   | تماس گرفتن با شما                    | ۳:۴۷      |
| ۲۰۱۷   | می‌تواند بهتر باشد                    | ۳:۳۲      |
| ۲۰۱۸   | دوست داشت                            | ۳:۵۲      |
| ۲۰۲۱   | نه پایان                             | ۳:۴۳      |
| ژاپنی  |                                      |           |
| ۲۰۱۱   | شوکه شدن                             | ۴:۱۰      |
| ۲۰۱۱   | دختر بد                              | ۳:۱۴      |
| ۲۰۱۲   | هوشی وو کازوئرو یورو                 | ۳:۵۲      |
| ۲۰۱۴   | آدرنالین                             | ۳:۴۹      |
| ۲۰۱۵   | کیمی وا دو؟                          | ۳:۲۹      |
| ۲۰۱۵   | یکی                                  | ۳:۰۱      |
| ۲۰۱۵   | دست‌ها بالا                           | ۳:۲۸      |
| ۲۰۱۵   | نمی‌توانم صبر کنم تا دوستت داشته باشم | ۳:۳۸      |
| ۲۰۱۵   | این زندگی منه                        | ۳:۵۴      |
| ۲۰۱۵   | خاطرات را به عقب برگردانید           | ۴:۲۶      |
| ۲۰۱۵   | بله                                  | ۳:۴۷      |
| ۲۰۱۵   | فقط یکی                              | ۱:۴۶      |
| ۲۰۱۵   | همه در U است                         | ۳:۲۸      |
| ۲۰۱۵   | سایگونو هیتوکوتو                     | ۳:۵۸      |
| ۲۰۱۵   | برای همیشه جوان بمان                 | ۳:۲۰      |
| ۲۰۱۶   | حدس بزنید چه کسی؟                    | ۳:۰۵      |
| ۲۰۱۶   | عجیب غریب                            | ۳:۳۹      |
| ۲۰۱۶   | کل لوتا لوین                         | ۳:۴۶      |